# 二十进制

使用二十进制的玛雅数字

二十进制是底数為20的记数系统。玛雅文明的玛雅数字、因努伊特的卡克托维克数字即采用二十进制。

## 记数方法
在二十进制中，使用20个数码；大于9小于19的数码，一般借鉴计算机中十六进制的表示法，使用字母“A-J”；即為「0、1、2、3、4、5、6、7、8、9、A、B、C、D、E、F、G、H、I、J」。 所以18写作I20，19写作J20，20写作1020。
由此，可以得到：
2020 代表十进制的40 {= (2 × 201 + (0 × 200)}
DA20 代表十进制的270{= (13 × 201) + (10 × 200}
10020 代表十进制的400{= (1 × 202) + (0 × 201) + (0 × 200)}